# Joseph Casey (Politiker)
Joseph Casey (* 17. Dezember 1814 in Ringgold Manor, Washington County, Maryland; † 10. Februar 1879 in Washington, D.C.) war ein US-amerikanischer Jurist und Politiker. Zwischen 1849 und 1851 vertrat er den Bundesstaat Pennsylvania im US-Repräsentantenhaus; später wurde er Bundesrichter.

## Werdegang
Nach einem Jurastudium in Carlisle und seiner 1838 erfolgten Zulassung als Rechtsanwalt begann Joseph Casey in Bloomfield (Pennsylvania) in diesem Beruf zu arbeiten. Später verlegte er seinen Wohnsitz und seine Anwaltskanzlei nach New Berlin. Politisch wurde er Mitglied der Whig Party. Bei den Kongresswahlen des Jahres 1848 wurde Casey im 13. Wahlbezirk von Pennsylvania in das US-Repräsentantenhaus in Washington gewählt, wo er am 4. März 1849 die Nachfolge von James Pollock antrat. Da er im Jahr 1850 nicht mehr zur Wiederwahl antrat, konnte er bis zum 3. März 1851 nur eine Legislaturperiode im Kongress absolvieren. Diese war von den Diskussionen um die Sklaverei geprägt. In dieser Zeit wurde der von Henry Clay unterbreitete Kompromiss von 1850 verabschiedet.
Nach dem Ende seiner Zeit im US-Repräsentantenhaus praktizierte Joseph Casey wieder als Anwalt. Im Jahr 1856 wurde er beim Supreme Court of Pennsylvania als Gerichtssprecher (Reporter of the decisions) angestellt; im Mai 1861 wurde er vom neuen US-Präsidenten Abraham Lincoln zum Bundesrichter am Court of Claims ernannt. Von 1863 bis 1870 führte er den Vorsitz an diesem Gericht. Danach war er wieder als Rechtsanwalt in Washington tätig, wo er am 10. Februar 1879 verstarb.